# Jugoslavenska košarkaška reprezentacija
Jugoslavenska košarkaška reprezentacija je predstavljala državu Jugoslaviju u športu košarci.
Krovna organizacija: Košarkaški savez Jugoslavije
Prvi nastup:

## Povijest
Prvi je službeni susret odigrala 1938. protiv Čehoslovačke izgubivši 28:76.
Djelovala je do raspada SFRJ; posljednji nastup je bila završnica EP-a 1991. u lipnju iste godine. Kuriozitet je bio fantomski nastup na Sredozemnim igrama 1991., nakon razdruženja Hrvatske i Slovenije od SFRJ. Na tim se je igrama osjetilo nepostojanje zajedništva u momčadi. Slovenski igrači nisu nastupili (napustili su još na EP 1991.), dok su hrvatski športaši zbog opasne situacije u Hrvatskoj i neizvjesnosti bili upitni, no nastupili su. Nepostojanje zajedništva u reprezentaciji države Jugoslavije koja zapravo već nije postojala rezultiralo je slabim 5. mjestom i nestankom te reprezentacije s pozornice. Juniorska se je reprezentacija ove države u raspadu zadnji put okupila na SP-u 1991. (26. srpnja - 4. kolovoza 1991.). Na kadetskom EP održanom nešto poslije (18. do 25. kolovoza 1991.) u Kosturu, Kamotiniju i Solunu u Grčkoj, nastupio je sastav bez hrvatskih i slovenskih igrača.

## Nastupi na velikim natjecanjima
Europsko prvenstvo 1947.: rezultat - 13. među 14 reprezentacija
Nebojša Popović, Ladislav Demšar, Aleksandar Gec, Srđan Kalember, Mirko Marjanović, Zorko Cvetković, Božo Grkinić, Zlatko Kovačević, Aleksandar Milojković, Božidar Munćan, Otone Olivieri, Tulio Roklicer, Miodrag Stefanović (trener: Stevica Čolović)
Svjetsko prvenstvo 1950.: rezultat - 10. među 10 reprezentacija
Borislav Stanković, Nebojša Popović, Ladislav Demšar, Aleksandar Gec, Srđan Kalember, Vilmos Loczi, Lajos Engler, Aleksandar Blašković, Mirko Amon, Dušan Radojčić, Milorad Sokolović, Milenko Novaković (trener: Nebojša Popović)
Europsko prvenstvo 1953.: rezultat - 6. među 17 reprezentacija
Borislav Stanković, Ladislav Demšar, Aleksandar Gec, Srđan Kalember, Vilmos Loczi, Lajos Engler, Aleksandar Blašković, Mirko Marjanović, Đorđe Andrijašević, Milan Bjegojević, Borislav Ćurčić, Dragan Godzić, Borko Jovanović (trener: Nebojša Popović)
Svjetsko prvenstvo 1954.: rezultat - 11. među 12 reprezentacija
Vilmos Loczi, Lajos Engler, Aleksandar Blašković, Mirko Marjanović, Đorđe Andrijašević, Milan Bjegojević, Borislav Ćurčić, Dragan Godzić, Bogdan Muller, Đorđe Konjović, Milan Blagojević, Boris Kristančič (trener: Aleksandar Nikolić)
 Europsko prvenstvo 1955.: rezultat - 8. među 18 reprezentacija
Ladislav Demšar, Vilmos Loczi, Aleksandar Blašković, Đorđe Andrijašević, Milan Bjegojević, Borislav Ćurčić, Bogdan Muller, Đorđe Konjović, Milutin Minja, Obren Popović, Jože Župančič, Ljubomir Katić (trener: Aleksandar Nikolić)
Europsko prvenstvo 1957.: rezultat - 6. među 16 reprezentacija
Ivo Daneu, Vilmos Loczi, Lajos Engler, Bogdan Muller, Boris Kristančič, Milutin Minja, Ljubomir Katić, Marjan Kandus, Miodrag Nikolić, Branko Radović, Matija Dermastija, Branko Miletić (trener: Aleksandar Nikolić)
Europsko prvenstvo 1959.: rezultat - 9. među 17 reprezentacija
Radivoj Korać, Ivo Daneu, Slobodan Gordić, Boris Kristančič, Milutin Minja, Marjan Kandus, Miodrag Nikolić, Branko Radović, Matija Dermastija, Nemanja Đurić, Radovan Radović, Igor Jelnikar (trener: Aleksandar Nikolić)
Mediteranske igre 1959.: rezultat - 1.
Slobodan Gordić, Ivo Daneu, Sreten Dragojlović, Nemanja Đurić, Marjan Kandus, Miodrag Nikolić, Branko Radović, Radovan Radović, Milutin Minja, Željko Troskot, Branko Miler. (trener: Aleksandar Nikolić)
Olimpijske igre 1960.: rezultat - 6. među 16 reprezentacija
Radivoj Korać, Ivo Daneu, Slobodan Gordić, Josip Đerđa, Boris Kristančič, Marjan Kandus, Miodrag Nikolić, Nemanja Đurić, Radovan Radović, Miha Lokar, Zvonko Petričević, Sreten Dragojlović (trener: Aleksandar Nikolić)
Europsko prvenstvo 1961.: rezultat - 2. među 19 reprezentacija
Radivoj Korać, Ivo Daneu, Slobodan Gordić, Marjan Kandus, Miodrag Nikolić, Nemanja Đurić, Radovan Radović, Miha Lokar, Zvonko Petričević, Sreten Dragojlović, Vital Eiselt, Željko Troskot (trener: Aleksandar Nikolić)
Europsko prvenstvo 1963.: rezultat - 3. među 16 reprezentacija
Radivoj Korać, Ivo Daneu, Slobodan Gordić, Trajko Rajković, Borut Bassin, Miodrag Nikolić, Nemanja Đurić, Zvonko Petričević, Dragoslav Ražnatović, Miloš Bojović, Živko Kasun, Emil Logar (trener: Aleksandar Nikolić)
Svjetsko prvenstvo 1963.: rezultat - 2. među 13 reprezentacija
Radivoj Korać, Ivo Daneu, Josip Đerđa, Slobodan Gordić, Trajko Rajković, Miodrag Nikolić, Nemanja Đurić, Zvonko Petričević, Dragoslav Ražnatović, Vital Eiselt, Vladimir Cvetković, Dragan Kovačić (trener: Aleksandar Nikolić)
Mediteranske igre 1963.: rezultat - 3.
Eduard Bočkaj, Vladimir Cvetković, Dragutin Čermak, Boris Križan, Boris Lalić, Z. Marković, Bruno Marcelić, Zvonko Petričević, Ivan Potočnik, Radovan Radović, Željko Troskot, Ratomir Vićentić
Olimpijske igre 1964.: rezultat - 7. među 16 reprezentacija
Radivoj Korać, Ivo Daneu, Josip Đerđa, Slobodan Gordić, Trajko Rajković, Miodrag Nikolić, Nemanja Đurić, Zvonko Petričević, Dragoslav Ražnatović, Vital Eiselt, Vladimir Cvetković, Dragan Kovačić (trener: Aleksandar Nikolić)
Europsko prvenstvo 1965.: rezultat - 2. među 16 reprezentacija
Radivoj Korać, Ivo Daneu, Petar Skansi, Josip Đerđa, Slobodan Gordić, Trajko Rajković, Nemanja Đurić, Zvonko Petričević, Dragoslav Ražnatović, Vital Eiselt, Dragan Kovačić, Miloš Bojović (trener: Aleksandar Nikolić)
Europsko prvenstvo 1967.: rezultat - 9. među 16 reprezentacija
Krešimir Ćosić, Petar Skansi, Aljosa Žorga, Rato Tvrdić, Damir Šolman, Borut Bassin, Ljubodrag Simonović, Dragoslav Ražnatović, Vladimir Cvetković, Dragan Kapičić, Zoran Marojević, Goran Brajković (trener: Ranko Žeravica)
Svjetsko prvenstvo 1967.: rezultat - 2. među 13 reprezentacija
Radivoj Korać, Krešimir Ćosić, Ivo Daneu, Josip Đerđa, Petar Skansi, Rato Tvrdić, Borut Bassin, Nemanja Đurić, Trajko Rajković, Dragoslav Ražnatović, Vladimir Cvetković, Dragan Kovačić (trener: Ranko Žeravica)
Mediteranske igre 1967.: rezultat - 1.
Petar Skansi, Krešimir Ćosić, Vladimir Cvetković, Aljoša Žorga, Rato Tvrdić, Zoran Maroević, Kosta Grubor, Damir Šolman, Ljubodrag Simonović, Nikola Plećaš, Goran Brajković, Momčilo Pazmanj.
Olimpijske igre 1968.: rezultat - 2. među 16 reprezentacija
Radivoj Korać, Krešimir Ćosić, Ivo Daneu, Petar Skansi, Nikola Plećaš, Aljoša Žorga, Damir Šolman, Trajko Rajković, Dragoslav Ražnatović, Vladimir Cvetković, Dragutin Čermak, Zoran Marojević (trener: Ranko Žeravica)
Europsko prvenstvo 1969.: rezultat - 2. među 12 reprezentacija
Krešimir Ćosić, Ivo Daneu, Nikola Plećaš, Vinko Jelovac, Rato Tvrdić, Damir Šolman, Ljubodrag Simonović, Trajko Rajković, Dragutin Čermak, Dragan Kapičić, Vladimir Cvetković, Zoran Marojević (trener: Ranko Žeravica)
Svjetsko prvenstvo 1970.: rezultat - 1. među 13 reprezentacija
Krešimir Ćosić, Ivo Daneu, Petar Skansi, Nikola Plećaš, Vinko Jelovac, Aljoša Žorga, Rato Tvrdić, Damir Šolman, Ljubodrag Simonović, Trajko Rajković, Dragutin Čermak, Dragan Kapičić (trener: Ranko Žeravica)
Europsko prvenstvo 1971.: rezultat - 2. među 12 reprezentacija
Krešimir Ćosić, Nikola Plećaš, Vinko Jelovac, Aljoša Žorga, Ljubodrag Simonović, Dragutin Čermak, Borut Bassin, Dragan Kapičić, Blagoje Georgijevski, Žarko Knežević, Dragiša Vučinić, Davor Rukavina (trener: Ranko Žeravica)
Mediteranske igre 1971.: rezultat - 1.
Vinko Jelovac, Miroljub Damjanović, Milun Marović, Žarko Zečević, Dragan Ivković, Blagoje Georgijevski, Dragan Kićanović, Damir Šolman, Goran Latifić, Stanislav Bizjak, Zoran Nestorović.
Olimpijske igre 1972.: rezultat - 5. među 16 reprezentacija
Krešimir Ćosić, Nikola Plećaš, Vinko Jelovac, Rato Tvrdić, Damir Šolman, Ljubodrag Simonović, Dragan Kapičić, Blagoje Georgijevski, Žarko Knežević, Dragutin Čermak, Miroljub Damnjanović, Milun Marović (trener: Ranko Žeravica)
Europsko prvenstvo 1973.: rezultat - 1. među 12 reprezentacija
Krešimir Ćosić, Dražen Dalipagić, Dragan Kićanović, Nikola Plećaš, Vinko Jelovac, Zoran Slavnić, Željko Jerkov, Rato Tvrdić, Damir Šolman, Žarko Knežević, Milun Marović, Dragan Ivković (trener: Mirko Novosel)
Svjetsko prvenstvo 1974.: rezultat - 2. među 14 reprezentacija
Krešimir Ćosić, Dražen Dalipagić, Dragan Kićanović, Nikola Plećaš, Vinko Jelovac, Zoran Slavnić, Željko Jerkov, Rato Tvrdić, Damir Šolman, Žarko Knežević, Dragan Kapičić, Milun Marović (trener: Mirko Novosel)
Europsko prvenstvo 1975.: rezultat - 1. među 12 reprezentacija
Krešimir Ćosić, Dražen Dalipagić, Mirza Delibašić, Dragan Kićanović, Nikola Plećaš, Vinko Jelovac, Zoran Slavnić, Željko Jerkov, Rato Tvrdić, Damir Šolman, Dragan Kapičić, Rajko Žižić (trener: Mirko Novosel)
Mediteranske igre 1975.: rezultat - 1.
Dražen Dalipagić, Mirza Delibašić, Blagoje Georgijevski, Željko Jerkov, Dragan Kićanović, Andro Knego, Ratko Radovanović, Goran Rakočević, Žarko Varajić, Radivoje Živković, Rajko Žižić.
Olimpijske igre 1976.: rezultat - 2. među 12 reprezentacija
Krešimir Ćosić, Dražen Dalipagić, Mirza Delibašić, Dragan Kićanović, Vinko Jelovac, Zoran Slavnić, Željko Jerkov, Žarko Varajić, Damir Šolman, Andro Knego, Rajko Žižić, Blagoje Georgijevski (trener: Mirko Novosel)
Europsko prvenstvo 1977.: rezultat - 1. među 12 reprezentacija
Krešimir Ćosić, Dražen Dalipagić, Mirza Delibašić, Dragan Kićanović, Vinko Jelovac, Zoran Slavnić, Željko Jerkov, Žarko Varajić, Ratko Radovanović, Duje Krstulović, Anto Đogić, Joško Papić (trener: Aleksandar Nikolić)
Svjetsko prvenstvo 1978.: rezultat - 1. među 14 reprezentacija
Krešimir Ćosić, Dražen Dalipagić, Mirza Delibašić, Dragan Kićanović, Zoran Slavnić, Željko Jerkov, Andro Knego, Ratko Radovanović, Rajko Žižić, Duje Krstulović, Peter Vilfan, Branko Skroče (trener: Aleksandar Nikolić)
Europsko prvenstvo 1979.: rezultat - 3. među 12 reprezentacija
Krešimir Ćosić, Dražen Dalipagić, Mirza Delibašić, Dragan Kićanović, Zoran Slavnić, Željko Jerkov, Žarko Varajić, Ratko Radovanović, Rajko Žižić, Duje Krstulović, Peter Vilfan, Mihovil Nakić (trener: Petar Skansi)
Mediteranske igre 1979.: rezultat - 2.
Sabit Hadžić, Gešoski, Petrović, Marić, Andro Knego, Ivica Dukan, Mihovil Nakić, Ratko Radovanović, Željko Poljak, Pavličević, Mirza Delibašić, Rajko Žižić.
Olimpijske igre 1980.: rezultat - 1. među 12 reprezentacija
Krešimir Ćosić, Dražen Dalipagić, Mirza Delibašić, Dragan Kićanović, Zoran Slavnić, Željko Jerkov, Andro Knego, Ratko Radovanović, Rajko Žižić, Duje Krstulović, Mihovil Nakić, Branko Skroče (trener: Ranko Žeravica)
Europsko prvenstvo 1981.: rezultat - 2. među 12 reprezentacija
Krešimir Ćosić, Dražen Dalipagić, Mirza Delibašić, Dragan Kićanović, Andro Knego, Ratko Radovanović, Peter Vilfan, Branko Skroče, Predrag Benaček, Boban Petrović, Željko Poljak, Petar Popović (trener: Bogdan Tanjević)
Svjetsko prvenstvo 1982.: rezultat - 3. među 13 reprezentacija
Dražen Dalipagić, Mirza Delibašić, Dragan Kićanović, Željko Jerkov, Aleksandar Petrović, Andro Knego, Ratko Radovanović, Peter Vilfan, Rajko Žižić, Boban Petrović, Zufer Avdija, Zoran Radović (trener: Ranko Žeravica)
Europsko prvenstvo 1983.: rezultat - 7. među 12 reprezentacija
Dražen Petrović, Krešimir Ćosić, Dražen Dalipagić, Dragan Kićanović, Zoran Slavnić, Ratko Radovanović, Peter Vilfan, Rajko Žižić, Ivan Sunara, Goran Grbović, Željko Poljak, Milenko Savović (trener: Josip Đerđa)
Mediteranske igre 1983.: rezultat - 1.
Boro Vučević, Nebojša Zorkić, Mihovil Nakić, Jovanović, Ivan Sunara, Karadžić, Vukičević, Emir Mutapčić, Stevica Čeko, Šantelj, Vujačić, Zufer Avdija.
Olimpijske igre 1984.: rezultat - 3. među 12 reprezentacija
Dražen Petrović, Aleksandar Petrović, Dražen Dalipagić, Andro Knego, Ratko Radovanović, Rajko Žižić, Mihovil Nakić, Emir Mutapčić, Sabit Hadžić, Ivan Sunara, Nebojša Zorkić, Branko Vukičević (trener: Mirko Novosel)
Europsko prvenstvo 1985.: rezultat - 7. među 12 reprezentacija
Dražen Petrović, Andro Knego, Zoran Čutura, Mihovil Nakić, Emir Mutapčić, Stojan Vranković, Ivan Sunara, Zoran Radović, Sven Ušić, Nebojša Zorkić, Boban Petrović, Borislav Vučević (trener: Krešimir Ćosić)
Svjetsko prvenstvo 1986.: rezultat - 3. među 24 reprezentacije
Dražen Petrović, Aleksandar Petrović, Dražen Dalipagić, Vlade Divac, Stojan Vranković, Ratko Radovanović, Zoran Čutura, Emir Mutapčić, Danko Cvjetičanin, Franjo Arapović, Zoran Radović, Veljko Petranović (trener: Krešimir Ćosić)
Europsko prvenstvo 1987.: rezultat - 3. među 12 reprezentacija
Dražen Petrović, Aleksandar Petrović, Vlade Divac, Toni Kukoč, Dino Rađa, Žarko Paspalj, Aleksandar Đorđević, Stojan Vranković, Ratko Radovanović, Danko Cvjetičanin, Zoran Radović, Goran Grbović (trener: Krešimir Ćosić)
Olimpijske igre 1988.: rezultat - 2. među 12 reprezentacija
Dražen Petrović, Vlade Divac, Toni Kukoč, Dino Rađa, Žarko Paspalj, Stojan Vranković, Jure Zdovc, Zoran Čutura, Danko Cvjetičanin, Franjo Arapović, Željko Obradović, Zdravko Radulović (trener: Dušan Ivković)
Europsko prvenstvo 1989.: rezultat - 1. među 8 reprezentacija
Dražen Petrović, Vlade Divac, Toni Kukoč, Dino Rađa, Žarko Paspalj, Predrag Danilović, Stojan Vranković, Jure Zdovc, Zoran Čutura, Zdravko Radulović, Zoran Radović, Mario Primorac (trener: Dušan Ivković)
Svjetsko prvenstvo 1990.: rezultat - 1. među 16 reprezentacija
Dražen Petrović, Vlade Divac, Toni Kukoč, Žarko Paspalj, Zoran Savić, Velimir Perasović, Jure Zdovc, Zoran Čutura, Željko Obradović, Arijan Komazec, Radisav Ćurčić, Zoran Jovanović (trener: Dušan Ivković)
Europsko prvenstvo 1991.: rezultat - 1. među 8 reprezentacija
Vlade Divac, Toni Kukoč, Dino Rađa, Žarko Paspalj, Zoran Savić, Predrag Danilović, Aleksandar Đorđević, Velimir Perasović, Jure Zdovc, Arijan Komazec, Zoran Sretenović, Zoran Jovanović (trener: Dušan Ivković)
Mediteranske igre 1991.: rezultat - 5. među 8 reprezentacija
Mersić, Pajović, Rebrača, Radović, Tarlač, Bodiroga, Lončar, Topalović, Šilobad, Čizmić.

## Uspjesi

### Balkanska prvenstva
- zlato: 1980.
- srebro: 1968., 1976., 1988.
- bronca: 1984.

### Nastupi naOI
- Zlato: 1980.
- Srebro: 1968., 1976., 1988.
- Bronca: 1984.

### Nastupi naEP
- zlato: 1973., 1975., 1977., 1989., 1991.
- srebro: 1961.,1965., 1969., 1971., 1981.
- bronca: 1963., 1979., 1987.

### Nastupi naSP
- zlato: 1970., 1978., 1990.
- srebro: 1963., 1967., 1974.
- bronca: 1982., 1986.